# 2008年12月逝世人物列表
2008年逝世人物列表：1月 - 2月 - 3月 - 4月 - 5月 - 6月 - 7月 - 8月 - 9月 - 10月 - 11月 - 12月
2008年12月逝世人物列表，是用于汇总2008年12月期间逝世人物的列表。

## 依日期排序

### 12月1日
- 全树仁，78岁，中共辽宁省委原书记、辽宁省人大常委会原主任。东北新闻网（页面存档备份，存于）

### 12月2日
- 歐蒂塔（Odetta），77歲，美國著名藍調女歌手，死於心臟病。聯合新聞網（页面存档备份，存于）
- 勞德代爾伯爵（Earl of Lauderdale），97歲，英國貴族及保守黨政治家。每日電訊報（页面存档备份，存于）

### 12月3日
- 侯世宏，75歲，台灣廣播電視節目製作人，藝人暨前主播侯佩岑之父。nownews（页面存档备份，存于）

### 12月4日
- 奥列格·库塔芬（Олег Кутафин），71岁，俄罗斯法学家。俄罗斯新闻社

### 12月5日
- 阿列克谢二世（Патриарх Московский и всея Руси Алексий II），79岁，莫斯科及全俄羅斯牧首、俄羅斯主教長。BBC中文（页面存档备份，存于）
- 巴賽爾·凱利爵士（Sir Basil Kelly），87歲，英國北愛爾蘭政治家及法官。BBC（页面存档备份，存于）

### 12月6日
- 遠藤實（遠藤 実），76歳，日本國著名作曲家，死於心臟病。産經新聞
- 玛莎·冯·布洛（Martha von Bülow），76歲，美國名媛與女富豪，1980年代豪门谋杀疑案“冯·布洛世纪大审”被害人，昏迷28年，自然死亡。和讯网

### 12月8日
- 侯祥麟，96岁，中国科学院、中国工程院院士，中国炼油技术奠基人之一。中国石油新闻中心

### 12月11日
- 葉石濤，83岁，臺灣作家。中国新闻网（页面存档备份，存于）

### 12月12日
- 塔索斯·帕帕佐普洛斯（Τάσσος Παπαδόπουλος），74岁，塞浦路斯總統（2003年－2008年），死于肺癌。美國之音，SOHU（页面存档备份，存于）
- 范·強森（港譯范·莊遜），92歲，荷里活老牌影星。聯合報（页面存档备份，存于）、文匯報（页面存档备份，存于）
- 丹尼爾·卡爾頓·蓋杜謝克（Daniel Carleton Gajdusek），85歲，美國醫師，1976年諾貝爾生理學或醫學獎共同得主，訪問挪威特羅姆瑟當地學院時死亡。紐約時報（页面存档备份，存于）

### 12月15日
- 周尧，96歲，国际著名昆虫学家、中国“昆虫分类学界泰斗”、西北农林科技大学终身教授、圣马力诺共和国国际科学院院士。华商网（页面存档备份，存于）
- 萊昂·費夫雷斯·科爾德羅（León Febres Cordero），77歲，曾出任厄瓜多總統，死於肺癌與肺氣腫。Telegraph.co.uk（页面存档备份，存于）

### 12月17日
- 纳西尔·比南利（Nasir P. Ramlee），55岁，马来西亚演员、作曲家、音乐家和歌手，也是已故巨星比·南利的儿子。星报 （页面存档备份，存于）

### 12月18日
- 马克·费尔特（W. Mark Felt），95岁，前联邦调查局副局长，“水门事件”的秘密线人，人称“深喉”。BBC中文（页面存档备份，存于）

### 12月19日
- 班納德·克里克爵士（Sir Bernard Crick），79歲，英國政治學家。衛報（页面存档备份，存于）

### 12月20日
- 莎哈兒·達夫泰利（Sahar Daftary），23歲，英國模特兒。聯合報（页面存档备份，存于）

### 12月21日
- 陈鹤桥，中国人民解放军第二炮兵原政治委员，94岁。新浪网（页面存档备份，存于）
- 戴爾·沃瑟曼（Dale Wasserman），94歲，美國劇作家。大公網

### 12月22日
- 兰萨纳·孔戴（Lansana Conté），74岁，几内亚总统。新华网 Archive.today的存檔，存档日期2013-04-28

### 12月23日
- 艾力·查爾斯·崔夫斯·威爾遜（Eric Charles Twelves Wilson），96歲，英國軍人，二戰因軍功獲維多利亞十字勳章，授勳時因為被誤以為已經陣亡而獲「身後追贈」。泰晤士報[]
- 蘇正生，為台灣日治時期嘉義農林棒球隊第一代隊員。

### 12月24日
- 飯島愛（飯島 愛），36歲，日本藝人、前AV女優。日本電視台
- 哈羅德·品特（Harold Pinter），78歲，英國劇作家，2005年諾貝爾文學獎得獎者。BBC（页面存档备份，存于）
- 塞缪尔·P·亨廷顿（Samuel.P.Huntington），81歲，哈佛大學教授，著有《文明的冲突与世界秩序的重建》。鳳凰網（页面存档备份，存于）聯合新聞網（页面存档备份，存于）
- 陈虻，47岁，中国中央电视台社会专题部副主任，《东方时空》原总制片。凤凰网（页面存档备份，存于）

### 12月25日
- 厄莎·凯特（Eartha Mae Kit），81岁，美国女歌手、演员、舞蹈家、活动家。路透社（页面存档备份，存于）

### 12月27日
- 阿尔弗雷德·普法夫（Alfred Pfaff），82岁，1954年世界杯冠军队成员，伯尔尼奇迹缔造者。DFO
- 喬治·弗朗西斯（George Francis），112歲，美國超級人瑞，全世界第二老老人，死於心臟衰竭。中央廣播電台[]
- 端姑惹化，86歲，馬來西亞最高元首（1994年－1999年）Utusan
- 席澤宗，82歲，中國科學史家，天文學家。科學時報

### 12月28日
- 邁克爾·列維爵士（Sir Michael Levey），81歲，英國美術歷史學家，國家美術館館長（1973年－1986年）。每日電訊報（页面存档备份，存于）

### 12月30日
- 陳美東，67歲，中國科學史家，天文學家。中國科學技術史學會